# Cerkiew Najświętszej Trójcy w Rokycanach
Cerkiew Najświętszej Trójcy (cz. Kostel Nejsvětější Trojice) – prawosławna świątynia znajdująca się w czeskim mieście Rokycany.

## Historia
Świątynię wzniesiono w latach 1609-1615 jako kościół protestancki, w 1624 przejęty przez katolików. Pełnił funkcję kościoła cmentarnego. Ostatnią osobę na cmentarzu pochowano w 1931, a cmentarz zlikwidowano w 1967. Od 2003 jest własnością cerkwi prawosławnej.
Od 3 maja 1958 wpisany do katalogu zabytków.